# Matt Garrison
Matthew Garrison (New York, 2 juni 1970) is een Amerikaanse jazzbassist.

## Biografie
Hij is de zoon van de bassist Jimmy Garrison en van Roberta Escamilla Garrison. Na de dood van zijn vader emigreerde het gezin naar Italië, waar Garrison bas en piano begon te spelen. In 1988 keerde hij terug naar de Verenigde Staten. Daar woonde hij twee jaar bij Jack DeJohnette. In die tijd was hij een leerling van Jack DeJohnette en Dave Holland.
In 1989 kreeg hij een beurs om te studeren aan het Berklee College of Music in Boston. Daar begon hij zijn professionele carrière als sideman van Gary Burton, Lyle Mays en anderen. Na het afronden van zijn studie verhuisde hij in 1994 naar Brooklyn. Sindsdien heeft hij samengewerkt met muzikanten als Herbie Hancock, John McLaughlin, Chaka Khan, Joe Zawinul, John Scofield, Paul Simon, Joni Mitchell, Jack DeJohnette, Steve Coleman, Cassandra Wilson, Wallace Roney, Pat Metheny, Geri Allen, Tito Puente, Michael Brecker, Randy Brecker, Mike Stern en Roscoe Mitchell.
Matt Garrison heeft een pizzicato techniek ontwikkeld, waarbij hij alle vier de vingers van zijn rechterhand gebruikt.
In 1998 richtte hij het productiebedrijf GarrisonJazz op, dat zijn muziek produceert en op de markt brengt. Samen met Fortuna Sung is hij eigenaar van de Brooklyn-studio en locatie ShapeShifter Lab.
In 2004 en 2005 won hij de Rising Star categorie in de Down Beat Critics Polls (Electric Bass).

## Discografie

### As leader
- 2000: Matthew Garrison (Garrison Jazz)[6]
- 2004: Shapeshifter (2004)[7]
- 2007: Improvision met Alex Machacek, Jeff Sipe (Abstract Logix)
- 2011: Shapeshifter Live (Garrison Jazz)[8]
- 2016: In Movement met Jack DeJohnette, Ravi Coltrane (ECM)

### As sideman
- 1993: Steve Coleman, The Tao of Mad Phat (Novus)
- 1994: Bob Moses, Time Stood Still (Gramavision)
- 1995: Joe Zawinul, Mark Whitfield, Wallace Roney Quartet (Jazz a Go-go)
- 1995: Steve Coleman, Def Trance Beat (BMG Victor)
- 1996: Joe Zawinul, My People (Tone Center)
- 1997: Andy Milne, Forward to Get Back (D'Note)
- 1997: John McLaughlin, The Heart of Things (Verve)
- 2000: John McLaughlin, The Heart of Things: Live in Paris (Verve)
- 2001: Rashied Ali, No One in Particular (Survival)
- 2002: Dennis Chambers, Outbreak (ESC)
- 2002: Herbie Hancock, Future 2 Future Live (Columbia)
- 2004: Wallace Roney, Prototype (HighNote)
- 2004: World Saxophone Quartet, Experience (Justin Time)
- 2005: Meshell Ndegeocello, The Spirit Music Jamia: Dance of the Infidel[9] (EmArcy)
- 2005: Revolution Void, Increase the Dosage
- 2006: Wolfgang Reisinger, Refusion (EmArcy)
- 2006: John McLaughlin, Industrial Zen (Verve)
- 2008: Chico Hamilton, Trio! Live @ Artpark (Joyous Shout)
- 2008: Rita Marcotulli, Us and Them (Casa Del Jazz)
- 2009: Terri Lyne Carrington, More to Say (Real Life Story: Nextgen) (E1)
- 2010: Pino Daniele, Boogie Boogie Man (RCA)
- 2016: Rita Marcotulli, A Pino (Casa del Jazz)
- 2017: Philipp Gerschlauer & David Fiuczynski, Mikrojazz! (RareNoise)

- Bibsys: 6089379
- Bibliothèque nationale de France: cb14180388m (data)
- Gemeinsame Normdatei: 135138302
- International Standard Name Identifier: 0000 0000 5553 6380
- Library of Congress Control Number: no2001008180
- MusicBrainz: ab5f7406-0bb0-4c9f-9481-f523ff6f3924
- Virtual International Authority File: 63652680
- WorldCat: E39PBJbxHWRHxT3dmD74Db9Yyd